# Francine (film 1914)
Francine è un cortometraggio muto del 1914 diretto da Ulysses Davis e sceneggiato da L.M. Gretchins

## Produzione
Il film fu prodotto dalla Vitagraph Company of America.

## Distribuzione
Distribuito dalla General Film Company, il film - un cortometraggio in una bobina - uscì nelle sale cinematografiche statunitensi il 5 gennaio 1914.